# Fatalismus
Fatalismus (z lat. fatum, osud a fatalis, osudový) je životní postoj nebo názor, založený na přesvědčení, že všechno důležité v životě a na světě je více méně předurčeno osudem a člověk to nemůže ovlivnit. Ať udělá cokoli, o výsledku rozhoduje osud. Na rozdíl od determinismu, který všechny události pokládá za určené minulými příčinami, fatalismus si všímá jen některých a pro člověka zvláště významných událostí nebo jejich konečného výsledku.

## Historie
V předsokratovském Řecku se osud (řec. heimarmené moira) či nutnost (řec. ananké) pokládal za tu nejmocnější a jedině rozhodující sílu, jíž podléhají dokonce i bozi. Tak je tomu u Homéra i u řady filosofů (Parmenidés, Hérakleitos, Thalés) a podobnou roli hrají v lidových pohádkách sudičky. Podle pověsti, kterou zpracoval Sofoklés, předpověděla thébskému králi Laiovi věštba, že pokud bude mít syna, dopustí se otcovraždy a incestu s vlastní matkou. Král dá proto malého Oidipa odnést do lesa, aby se ho zbavil – a přesto se věštba splní. Proti představě osudové určenosti se postavil Anaxagoras a ovšem Sókratés a Aristotelés, kteří zdůraznili lidskou schopnost jednat a odpovědnost za důsledky. Fatalistické myšlenky se ale znovu objevují hlavně ve stoicismu, v gnózi a u hermetiků. V pozdním starověku je fatalismus často spojen s přesvědčením o osudovém působení hvězd a s astrologií.
V judaismu se fatalistické postoje objevují teprve v helénistickém období (Kniha Kazatel). Také v křesťanství, kde je jeden Bůh stvořitelem a svrchovaným pánem světa, a kde se klade velký důraz na lidské jednání, nebylo pro fatalismus místo. Trvale platné křesťanské odsouzení fatalismu pochází od Augustina. V některých větvích křesťanství, které zvlášť silně zdůrazňovaly lidskou závislost na Bohu a jeho pomoci, však vznikla nauka o bezmoci člověka vůči zlu, a také učení o predestinaci. Člověk podle ní sice musí jednat co nejlépe, Bůh však předem ví, jak to s ním nakonec dopadne. Tímto předvěděním je osud člověka už předem zpečetěn, člověk sám o tom ale neví a musí se co nejvíce snažit, protože právě to je také Bohu předem známo. Nauka o predestinaci hrála důležitou roli v reformaci, zejména u Jana Kalvína. Je rozšířena také v islámu.
Klasický fatalismus se obnovil v humanismu jako přesvědčení o bezmoci jednotlivého člověka, který se musí smířit s tím, že o jeho osudech rozhodnou jiní. Často byl spojen s přesvědčením o vlivu hvězd na lidské osudy a s astrologií. Někteří novověcí myslitelé dokonce vyžadovali, aby člověk svému osudu vždycky přitakal, aby se s ním nejen smířil, ale aby jej miloval (amor fati – Spinoza, Schopenhauer, Nietzsche). Právě při kritice těchto názorů byl počátkem 18. století ve Francii poprvé použit termín fatalismus, a to spíše jako nadávka.
Různé formy fatalismu jsou běžné v mimoevropských kulturách a jsou velmi rozšířeny i na Dálném východě, v hinduismu, například jako nauka o opakujících se vesmírných epochách (kalpa).

## Současnost
V současnosti se s obecným agnosticismem šíří také přesvědčení o určující moci osudu, který se lidé snaží odhalovat různými pověrečnými postupy, zejména astrologií a věštěním. Fatalismus může být ovšem také ospravedlněním pro nečinnost a lhostejnost, jež se mohou maskovat jako „vědecký“ determinismus. V současné analytické filosofii se vedou diskuse o tom, do jaké míry je fatalismus logicky sporný; ať je tomu jakkoli, zdá se, že má-li mít nějaká diskuse smysl, musí vyjadřovat něčí svobodné názory a nemůže být osudově determinována.
| „                           | Co se dálo, bude se dít zase, a co se dělalo, bude se znovu dělat; pod sluncem není nic nového. | “ |
| — Bible, Kniha Kazatel 1,9. |                                                                                                 |   |